# 全線座
全線座（ぜんせんざ）は、
1. かつて東京に存在した日本の映画館である。早稲田全線座、銀座全線座、渋谷全線座を参照。
2. 上記をかつて経営し、映画館事業から撤退後の現在も存続する日本の企業である。この項で詳述する。

全線座株式会社（ぜんせんざ）は、日本の不動産賃貸、ホテル経営の会社である。かつて、東京の早稲田全線座、銀座全線座、渋谷全線座等を経営したことで知られる企業である。

## 略歴・概要
1930年（昭和5年）、浅草公園六区の帝国館出身の活動弁士・樋口旭浪こと樋口大祐は、東京市神田区錦町3丁目（現在の東京都千代田区神田錦町3丁目）にある神田最古の映画館・南明座を買収、これを経営しはじめたのを皮切りに、1933年（昭和8年）12月、東京市淀橋区馬場下町（現在の東京都新宿区馬場下町）に洋画興行を専門とする映画館「早稲田全線座」を開業して創立した。当初の全線座は樋口の個人商店であった。
1937年（昭和12年）、同市中野区に「中野映画劇場」を開業、また、同市品川区上大崎621（現在の上大崎）に1923年（大正12年）11月から存在する「目黒キネマ」を買収した。
1938年（昭和13年）4月、同市京橋区銀座8丁目（現在の中央区銀座8-7-13）に洋館古城風の建物の「銀座全線座」を開業した。
1952年（昭和27年）4月2日、株式会社に改組した。
1954年（昭和29年）、樋口は、元横浜国際劇場支配人で、美空ひばりのマネージャーであった福島通人が川田晴久とともに設立した新芸術プロダクション製作の映画『歌ごよみ お夏清十郎』でプロデューサーをつとめ、同作は同年11月1日に新東宝の配給で公開された。
1956年（昭和31年）、東京都渋谷区渋谷1-24-10に「渋谷全線座」を開業した。映画興行、全線美術館、ハッピーバレー等のレジャー産業を経営した。
1977年（昭和52年）、現在のビル賃貸業、ホテル業へ転身、渋谷全線座を閉館し、1979年（昭和54年）に渋谷全線座ビルが竣工、同年1月20日、同ビルに渋谷東急インが開業した。1978年（昭和53年）、銀座全線座を閉館、翌年に銀座全線座ビルが竣工、同年11月6日に銀座国際ホテルを開業した。
現在、渋谷・銀座の全線座ビルを経営し、関連会社により銀座国際ホテルを経営している。

## 事業場

### 現在
- 渋谷全線座ビル （渋谷東急イン、東急ホテルズが賃借）
- 銀座全線座ビル （関連会社銀座国際ホテルが賃借）

### 過去
- 南明座
- 早稲田全線座
- 中野映画劇場
- 目黒キネマ
- 銀座全線座 （現在は銀座全線座ビル ）
- 渋谷全線座 （現在は渋谷全線座ビル ）
  - ハッピーバレー
- 全線美術館